# Робот и Фрэнк
«Робот и Фрэнк» (англ. Robot & Frank) — американский художественный фильм в жанре научно-фантастической комедийной драмы режиссёра Джейка Шрейера, вышедший на экраны в 2012 году.

## Сюжет
Действие происходит в недалеком будущем. Престарелый Фрэнк — бывший вор, давно ушедший на покой и живущий в одиночестве в своем загородном доме. Однажды его сын Хантер, озабоченный ослаблением его физического и умственного состояния, привозит отцу робота-помощника. Поначалу Фрэнк сопротивляется этому нововведению и в штыки воспринимает все действия машины, стремящейся приучить его к здоровому образу жизни и строгому распорядку дня. Но вскоре старик обнаруживает, что робот может не только хранить тайны, но и готов ради улучшения состояния хозяина принимать участие в планировании и проведении новых ограблений...

## В ролях
- Фрэнк Ланджелла — Фрэнк
- Питер Сарсгаард — робот (голос)
- Джеймс Марсден — Хантер, сын Фрэнка
- Лив Тайлер — Мэдисон, дочь Фрэнка
- Сьюзан Сарандон — Дженнифер
- Джереми Стронг — Джейк
- Джереми Систо — шериф Роулингс
- Бонни Бентли — Ава

## Отзывы
Фильм был в основном положительно оценён критиками. На сайте Rotten Tomatoes фильм имеет рейтинг 86 % на основе 123 рецензий. Питер Трэверс из Rolling Stone дал фильму 3 звезды из 4-х, похвалив фильм за обманчивую простоту и выделив игру Фрэнка Ланджеллы.

## Награды и номинации
- 2012 — премия имени Альфреда Слоуна (Alfred P. Sloan Prize) на кинофестивале «Санденс» (Джейк Шрейер).
- 2012 — приз зрительских симпатий на Каталонском кинофестивале (Джейк Шрейер).
- 2013 — номинация на премию «Сатурн» за лучший независимый фильм.
- 2013 — номинация на премию «Независимый дух» за лучший дебютный сценарий (Кристофер Форд).